# Дунгуаньський метрополітен
Дунгуаньський метрополітен (кит.: 東莞軌道交通) — лінія метро в місті Дунгуань, Гуандун, КНР. Метрополітен відкрився 27 травня 2016 року. У місті 14 підземних та 1 естакадна станція, всі станції обладнані скляними дверима що відділяють платформу від потяга метро. На лінії використовуються шестивагонні потяги, що живляться від повітряної контактної мережі.

## Лінії
- Лінія 2 (червона) — будівництво почалося 26 березня 2010 року, початкова ділянка відкрита у 2016 році складалася з 15 станцій та 37,8 км.
- Лінія 1 (синя) — будується, заплановано 26 станцій та 64,4 км. Відкрити лінію планують до кінця 2021 року, вона з'єднае Метрополітени Шеньчженя, Гуанчжоу та Дунгуаня в єдину систему міжміського метрополітену.

## Галерея

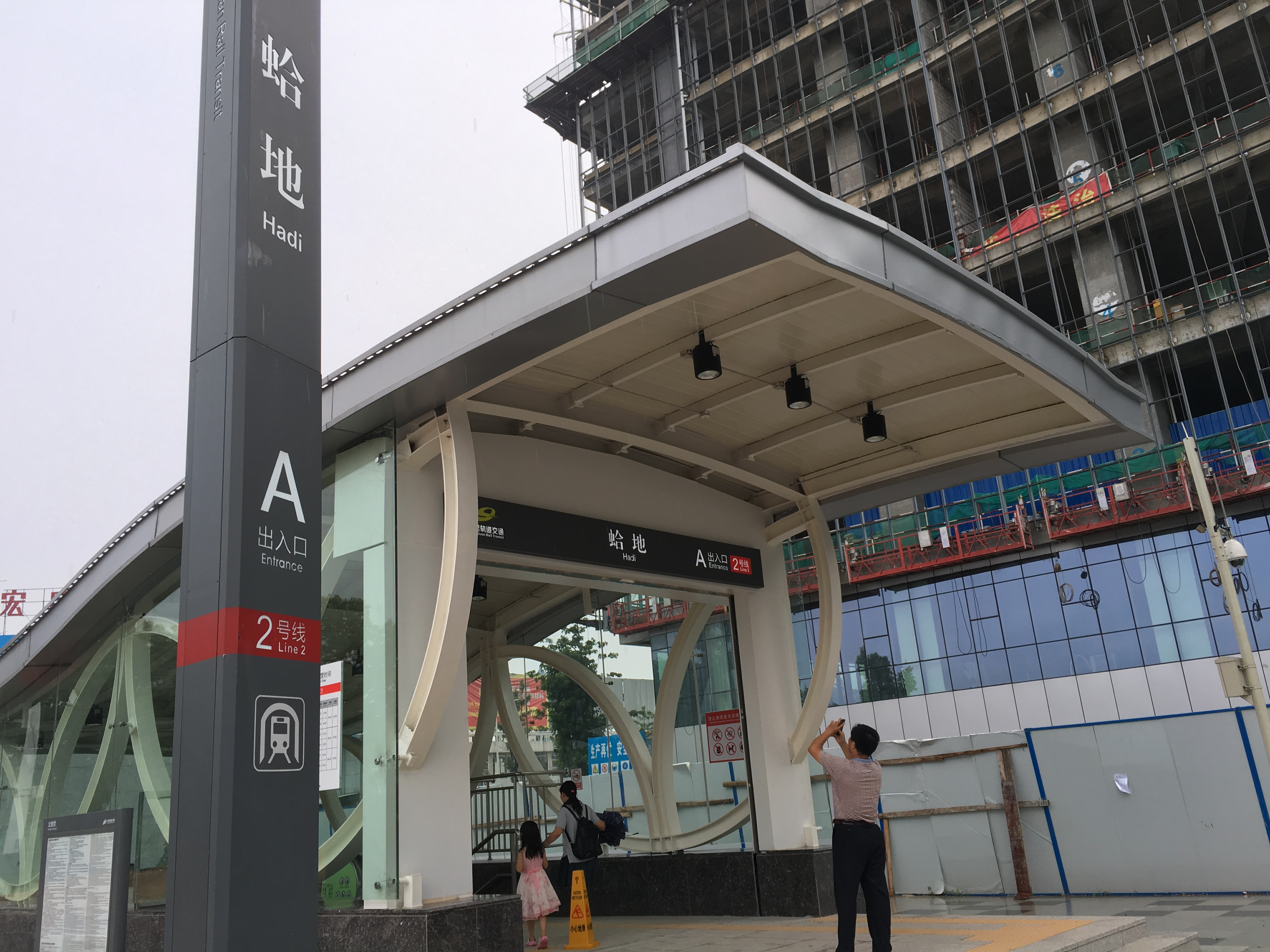
Вихід зі станції Hadi
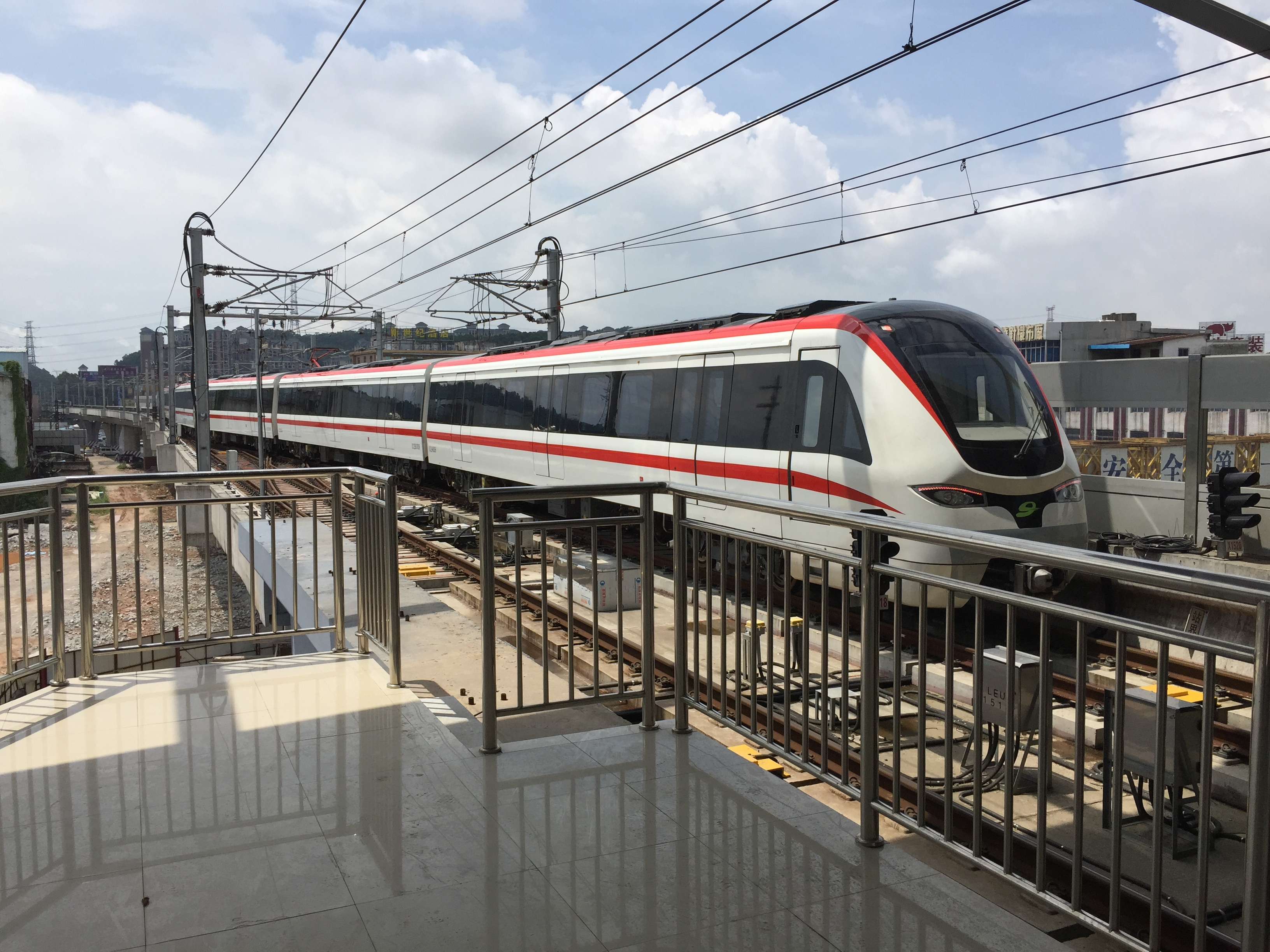
Потяг на естакадній ділянці
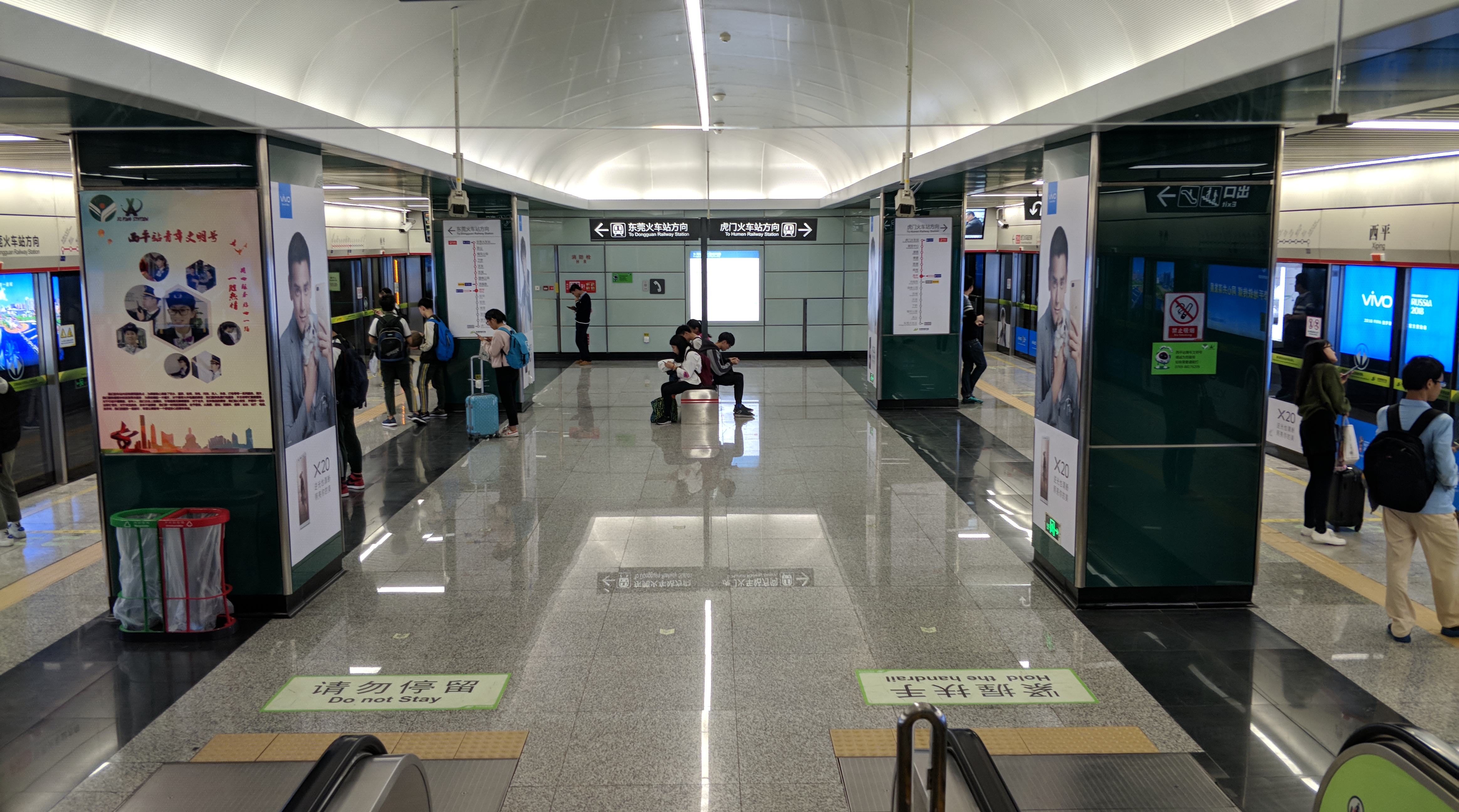
Платформа станції Xiping